# Dixon Hall Lewis
Dixon Hall Lewis (Dinwiddie megye, 1802. augusztus 10. – New York, 1848. október 25.) az Amerikai Egyesült Államok szenátora (Alabama, 1844–1848).